# わたしを断罪せよ 岡林信康フォーク・アルバム第一集
『わたしを断罪せよ 岡林信康フォーク・アルバム第一集』（わたしをだんざいせよ おかばやしのぶやすフォーク・アルバムだいいっしゅう）は、岡林信康が1969年8月1日にURCレコードより発売したファースト・アルバム。

## 解説
URCレコードはそれまで会員を募り、その会員限定でレコードを配布する形を取っていたが、当初の見込みよりも会員数が増えたため市販することになり、このアルバムがその市販第一号である。
既に日本ビクターより3枚シングルレコードと、URCレコードから「休みの国」と共同でのアルバム（岡林側はライブ・アルバム）を発表していたが、本格的なスタジオ・アルバムとしても、ファースト・アルバムになる。
タイトルの「わたしを断罪せよ」は、キューバのフィデル・カストロ前国家評議会議長が、1953年10月にモンカダ兵営襲撃に失敗し、裁判を受けた際の弁論で述べた「わたしを断罪せよ。歴史が私の無罪を証明するであろう」という言葉より来ている。
「そういうタイトルをつけなければならないほど、当時としてはエレキなりラブソングなりに対する反発が、本当にバカみたいな話だけどあったんだよ。俺はもうその頃には、半分ロックに興味があったからアルバムを出すときは、そういう連中を思い浮かべて『わたしを断罪せよ』と」
岡林本人は、組合運動をおちょくって書いた「それで自由になったのかい」や「今日をこえて」というロック作品を入れられたので満足したが、このアルバムには既にシングル化している「くそくらえ節」も「がいこつの唄」「チューリップのアップリケ」などの政権批判的な歌があまり入っていないことに、当時支援していた左翼がかった人たちからやファンからは不満の声が聞かれたという。
このアルバムが出るまでの間、労音主催のコンサートを中心に各地を回っていたが、コンサートが終わると決まって旅館に主催者が来て、「政治批判の歌はいいけれど、軟弱なラブソングは歌ってほしくない」「もっとみんなを勇気づけるような歌を歌ってほしい」などと言って、毎晩批評される討論会があり、当初は岡林も左翼がかっていたので賛同していたが、それが毎回何時間も続き、翌日もコンサートという状況でへとへとになってきた。だんだんと「こういう歌しか歌っちゃいけない」とかの思想は、北朝鮮みたいで危ない、このままいけば磔になるぞと怖くなり、このアルバムを発売後、その労音主催のスケジュールを残して蒸発した。
バックには、中川イサト、ジャックスのメンバーの谷野ひとし、つのだ・ひろ、木田高介を中心にそろえ、既に発表した岡林信康本人作の楽曲を中心に、ボブ・ディラン「戦争の親玉(Masters of War)」などカバー曲も収録されている。
既に発表している「山谷ブルース」「友よ」を初め、後にシングル化する「それで自由になったのかい」「手紙」は、本アルバム収録バージョンとは異なる。

## 収録曲
全曲：歌：ギター：岡林信康

### Side A
1. 今日をこえて  –  (6:16)
  - 作詞・作曲：岡林信康
  - 「僕たちにとって「親」というのは旧い時代－「きのう」を象徴するものだと思う。ある意味で、僕たちの新しい生き方をはばむもの、僕たちが乗り越えていかなければならない第一の敵だろう。親の言いなりになっているよい子とは、結局旧い時代－きのうの世界観、人間観にしばられた老人じゃないかな。ところが僕たちも親になった時、同じように乗り越えられるべき旧いきのうとしてしか存在し得ないだろう。そういう意味で親を愛したい。いつのまにか自分もきのうになってしまうという空しさを僕は感じる。そんな気持ちをこめて創った唄である」[5]
2. ランブリングボーイ (My Rambling Boy)  –  (4:07)
  - 作詞・作曲：トム・パクストン
3. モズが枯木で  –  (2:17)
  - 作詞：サトウハチロー、作曲：徳富繁
  - この曲について、岡林は自身の特集本の中で「一部の人々のエゴイズムとペテンによって、多くの人間関係－親子、兄弟、恋人、友人－が引きさかれる戦争。日本が満州を植民地化していくという時代背景のもとで創られたというこの歌。こんなよい歌が日本にもあったんだ!!」[6]と書いている。なお、シングルでは曲名が「もずが枯木で」と表記されていたが、本作では「モズが枯木で」となっている。
4. お父帰れや  –  (4:04)
  - 作詞：白井道夫、作曲：真木淑夫
  - 出稼ぎに行って会えない主人を想う、子を持つ妻の唄。「繁栄日本の象徴として行われた万国博。その工事に従事した多数の出稼ぎ労働者…出稼ぎという非人間的な現実からくる家庭崩壊、非行児の激増…1969年4月、東京荒川の放水路で橋を架ける工事中に出稼ぎの人が8人死んだ。日本の繁栄とは何の上に立てられた繁栄なのかな…」[7]
この東京荒川で出稼ぎの人々が亡くなった事故は、NHKで2000年12月10日に、『現代の映像「出稼ぎ遺族」』としても放送されている。NHKアーカイブス（NHKアーカイブス（番組）｜2016年3月までの放送）でも観ることができる。
5. 山谷ブルース  –  (4:42)
  - 作詞・作曲：岡林信康

### Side B
1. カム・トゥ・マイ・ベッド・サイド  –  (2:31)
  - 作詞・作曲：エリック・アンダースン、訳詞：日高仁
  - 高石友也、中川五郎、加藤和彦などが歌ってきた曲。当時支援していた労音の主催者側から「軟弱なラブソングは歌ってほしくない」と嫌われた歌の一つ。
2. 手紙  –  (4:38)
  - 作詞・作曲：岡林信康
3. 戦争の親玉 (Masters of War)  –  (3:35)
  - 作詞・作曲：ボブ・ディラン、訳詞：高石友也
  - 歌詞の中に放送禁止用語とされている「かたわ」という言葉が出てくるため、テレビ、ラジオ、新聞などで使われることはほとんどなく、この曲も同様に放送されることはない。
4. それで自由になったのかい  –  (7:32)
  - 作詞・作曲：岡林信康
5. 友よ  –  (4:35)
  - 作詞：岡林信康・鈴木孝雄（フォーク・キャンパーズ）、作曲・編曲：岡林信康
  - 歌う前に、このアルバムを聴いてくれている方への感謝の気持ちと、アルバム全体の総括という意味での、岡林信康本人の語りが入る。

## レコーディング・メンバー

### 今日をこえて
- ギター  –  中川イサト
- ベース  –  谷野ひとし
- ドラム  –  つのだ・ひろ
- ピアノ  –  木田高介

### ランブリングボーイ (My Rambling Boy)
- ギター  –  中川イサト
- ベース  –  長野隆

### モズが枯木で
- 効果  –  中川イサト

### お父帰れや
- ギター  –  中川イサト

### 山谷ブルース
- ギター  –  中川イサト

### カム・トゥ・マイ・ベッド・サイド
- ギター  –  中川イサト

### 手紙
- ギター  –  中川イサト

### 戦争の親玉 (Masters of War)
- ギター  –  中川イサト
- ベース  –  長野隆

### それで自由になったのかい
- ギター  –  中川イサト
- ベース  –  谷野ひとし
- ドラム  –  つのだ・ひろ
- ハーモニカ  –  西岡たかし
- ピアノ  –  木田高介

### 友よ
- ギター  –  中川イサト

### スタッフ
- Artwork  –  矢吹申彦
- Design  –  北村卓也
- Mixed by 四家秀次郎
- Mastered by 石崎信郎
- 写真撮影  –  川仁忍
- プロデュース  –  秦政明
- Recorded by 西岡たかし

## 発売履歴
| 発売日         | レーベル         | 規格 | 規格品番  | 備考                                         |
| -------------- | ---------------- | ---- | --------- | -------------------------------------------- |
| 1969年8月1日   | URCレコード      | LP   | URL-1007  |                                              |
| 1976年10月25日 | URCレコード      | LP   | UX-8001   | 販売元は東宝レコード。                       |
| 1980年         | SMSレコード      | LP   | SM22-4101 |                                              |
| 1992年12月2日  | 東芝EMI          | CD   | TOCT-6871 |                                              |
| 2008年8月22日  | ディスクユニオン | CD   | FJ-1001   | 2008年デジタルリマスター盤、紙ジャケット仕様 |
| 2013年3月20日  | ディスクユニオン | CD   | ONL-1001  | 2008年デジタルリマスター盤                   |